# Balassa János Kórház
A Balassa János Kórház (előtte Vas utcai Kórház) a 20. században Budapest VIII. kerületében működött gyógyító intézmény volt.

## Története

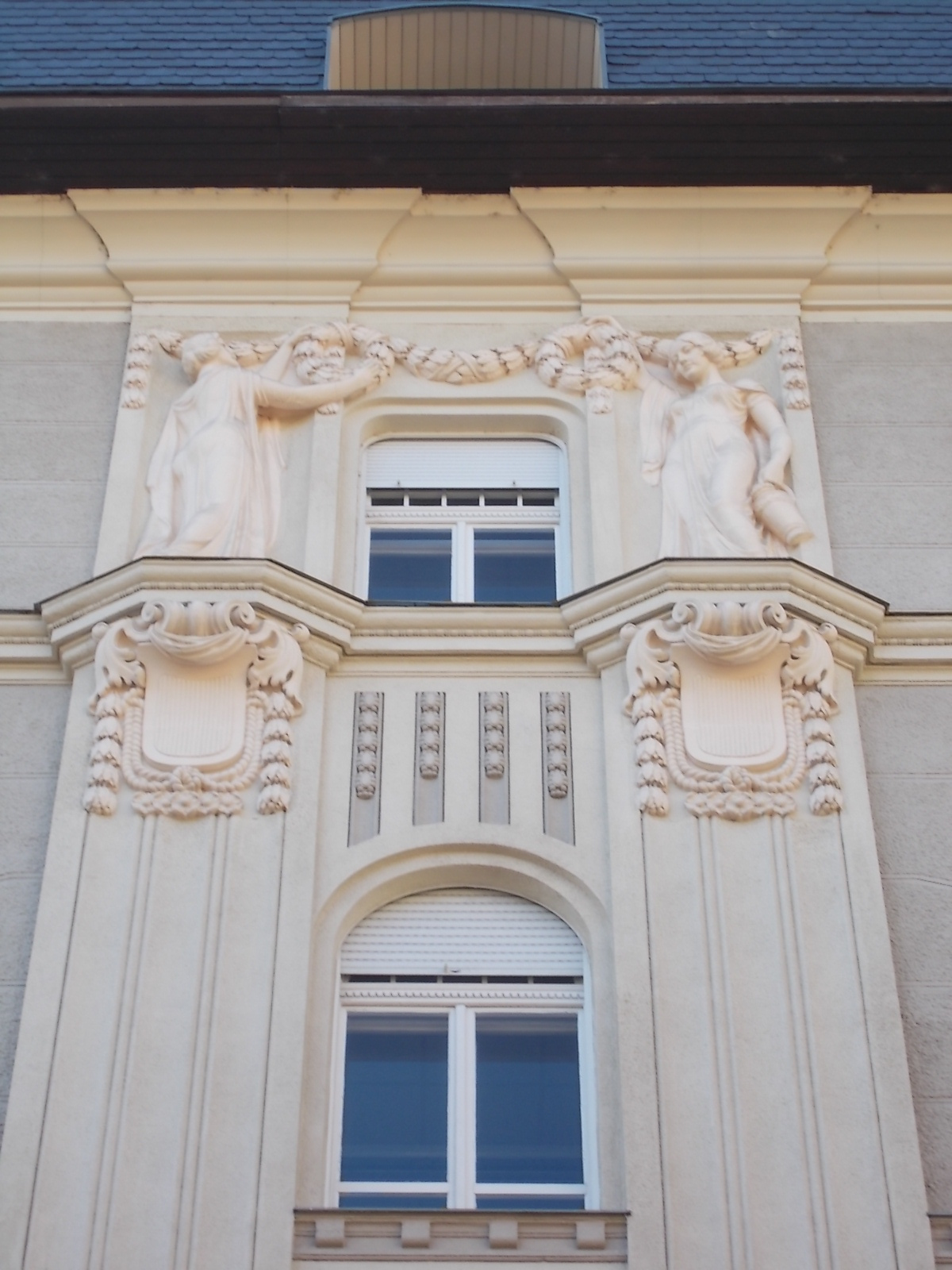
Az épület homlokzata Maróti Géza 1908-ban készült szobraival

1909-ben Dr. Pajor szanatórium és Vízgyógyintézet néven, a Vas utca 17. alatt alapította dr. Pajor Sándor, aki orvosi tanulmányait Bécsben és Budapesten végezte. Később a Szent Rókus Kórházban, majd a Szent István Kórházban dolgozott. 1889-ben megalapította Vízgyógyintézetét a józsefvárosi Szentkirályi utcában, amelyet a Vas utca felé bővítettek Hültl Dezső tervei alapján. Az intézmény akkor Magyarország legnagyobb magánkórháza volt. A bejárat melletti márványtábla szövege: sol omnibus lucet – a nap mindenkire süt jelezte, hogy a szanatórium bárki számára nyitva állt, noha az intézmény által kínált fényűző körülményeket csak viszonylag kevesen tudták megfizetni. Itt vezették be először Magyarországon a rádiumos kezelést, meghonosították a fizikoterápiai, elektromos és hidroterápiai kezeléseket, továbbá napfürdőket, légfürdőket, allergén-mentes kamrákat és víz alatti bélfürdőt is alkalmaztak. Több országos hírű professzor is dolgozott az intézetben, mint például Ádám Lajos, Dollinger Gyula és Korányi Sándor. Az intézményben elsőként volt lehetőség az úgynevezett szabad orvosválasztásra, ami azt jelentette, hogy a betegek akár külsős szakembereket is felkérhettek.

## Leírása
A lépcsőház ólomüveg képeit Róth Miksa, a színes kerámia pálmatartókat és díszburkolatokat a pécsi Zsolnay Porcelánmanufaktúra, a luxus minőségű bútorzatot Thék Endre asztalosüzeme gyártotta. Az alagsorban és a földszinten elegáns gyógyszeres fürdők és díszes inhalálófülkék kaptak helyet. A felvidéki Pöstyén gyógyiszapját használták a kezelésekre. Föld alatti szeneskazánok látták el az épület helyiségeit fűtéssel és meleg vízzel. Az épület 1949-től Vas utcai Állami Kórházként, majd 1996-ig Balassa János Kórházként működött. Jelenleg a Semmelweis Egyetem Egészségtudományi Kara „lakik benne”.

## További ismert orvosai
- Friedrich László gasztroenterológus, osztályvezető főorvos
- Székely Tamás sebész, SZDSZ-es szakpolitikus
- Vadas Sára általános orvos, igazgató főorvos, MSZMP-s szakpolitikus
- Wittmann István gasztroenterológus, osztályvezető főorvos